# Dusicyon australis
A raposa-das-falkland, lobo-das-malvinas ou warrah (Dusicyon australis) é um canídeo extinto no século XIX. Era o único mamífero endémico das Ilhas Malvinas (em inglês:  Falkland Islands; em castelhano:  Islas Malvinas) e foi a única espécie de canídeo que desapareceu nos tempos modernos. A espécie foi descrita pela primeira vez em 1690 e consta das notas de Charles Darwin, que visitou o arquipélago em 1833 e previu a sua extinção.
Este animal habitava as matas do arquipélago das Malvinas, media cerca de 90 centímetros de comprimento e tinha em torno de 30 kg de peso. A sua pelagem era espessa e de cor castanha, com a barriga mais clara e a ponta da cauda e orelhas acinzentada. Dada a inexistência de roedores nas ilhas, supõe-se que a sua alimentação fosse à base das aves marinhas que nidificam nas Malvinas, bem como crustáceos e crias de leões marinhos. A raposa-das-falkland vivia em bandos e tinha um comportamento bastante dócil para com os homens que visitavam as ilhas.
A presença deste animal no arquipélago, situado a 400 km da costa da Argentina, é uma questão que continua a ser debatida. Inicialmente, foi sugerido que a raposa-das-falkland tivesse sido trazida para as ilhas por supostos colonizadores primitivos e que a espécie pertencesse ao género Canis (C. antarcticus). Foi posteriormente estabelecido que nunca houve colonização das Ilhas Malvinas anterior à ocupação moderna, pelo que a introdução deste animal foi independente da intervenção humana. A classificação no grupo Canis foi também posta em causa. A proximidade desta espécie com o género Pseudalopex, nativo da América do Sul, sugere que a raposa-das-falkland tenha evoluído a partir de uma população deste grupo que tenha migrado para o arquipélago durante o Plistocénico, quando o nível do mar permitia a comunicação com o continente. Com a subida das águas, as ilhas ficaram isoladas e estes animais evoluíram separadamente.

## Causa da extinção

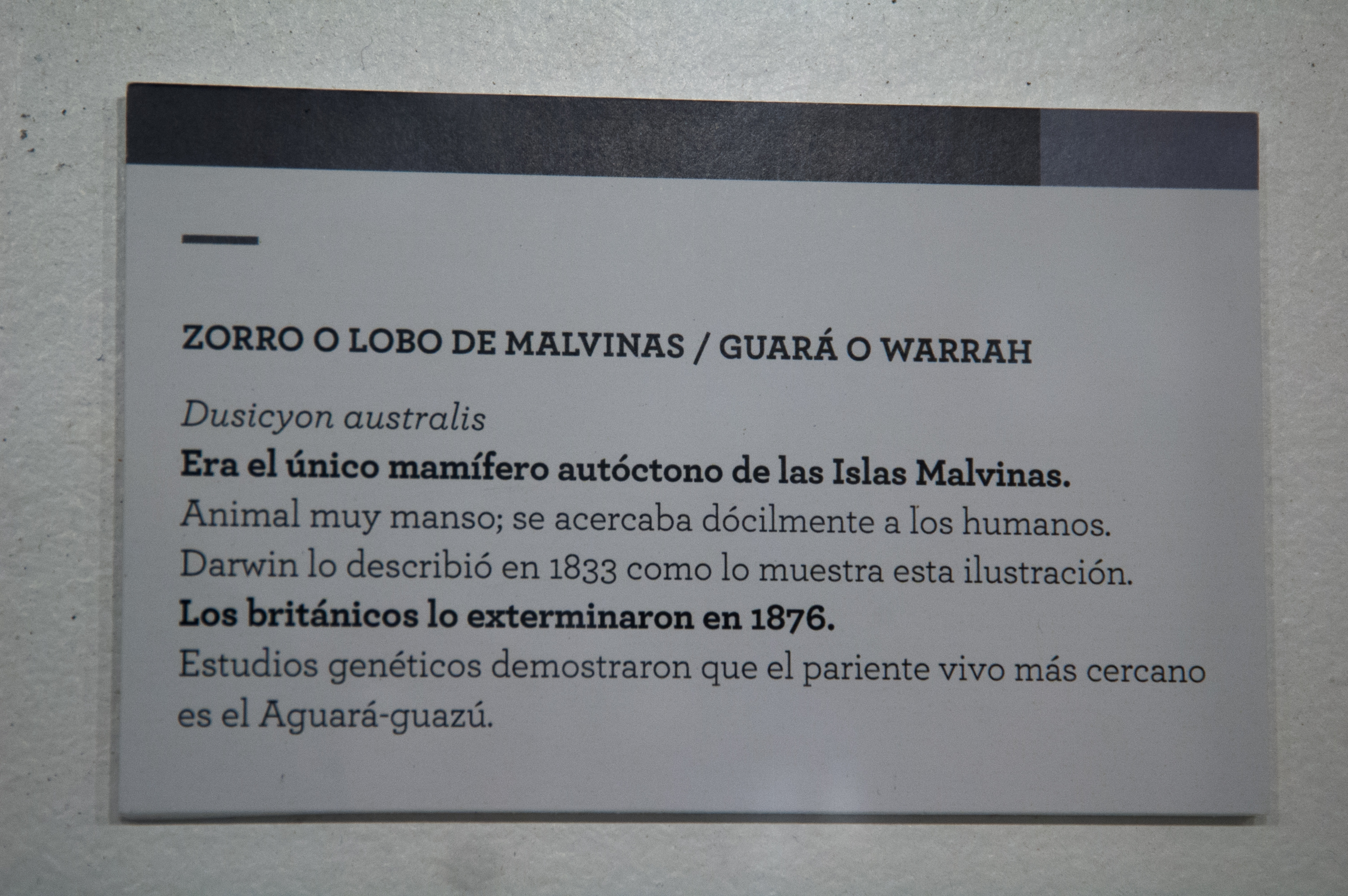
Placa de exibição de um Dusicyon Australis no Museo Malvinas e Islas del Atlántico Sur, na cidade de Buenos Aires Argentina

A extinção da raposa-das-falkland é devida unicamente à intervenção do Homem. O animal começou a ser perseguido logo no século XVIII, sobretudo por causa da pele. Em 1839, um número considerável de exemplares foi abatido durante uma expedição de caçadores dos Estados Unidos em busca das peles destes animais. Após este evento, a população de raposas ficou bastante fragilizada. Em 1860, colonos escoceses introduziram a criação de ovelhas nas Malvinas. Para eliminar o que consideravam uma ameaça aos seus animais, os colonos organizaram uma campanha de envenenamento que tornou a espécie rara. O processo de extermínio continuou e a última raposa-das-falkland morreu em 1876.
Restam cerca de onze animais empalhados distribuídos por vários museus.